# Vlist
Vlist este o comună și o localitate în provincia Olanda de Sud, Țările de Jos. 

## Localități componente
Haastrecht, Stolwijk, Vlist.